# Vega (Ultraleichtflugzeug)
Vega ist ein einmotoriges, zweisitziges Ultraleichtflugzeug.

## Geschichte

### Entstehung
Die Vega ist aus der Hermes entstanden. Die Hermes ist ein Ultraleichtflugzeug mit großen Flächen aus mit Glas- und Kohlenstofffasern verstärktem Kunstharz. Konstrukteur der Hermes ist Roland Prevot, der bereits mehrere Leichtflugzeuge (Helios, Fun Twin, Hermes) konstruiert hat.
Die Grundform der Hermes wurde von Roland Prevot und Achim Geohrke für die Vega übernommen und umfangreich überarbeitet, die verwendeten Materialien und die Flächen dagegen nicht.

### Konstruktion
Die Vega ist ein zweisitziges Leichtflugzeug als VLA (Very Light Aircraft, 560 kg) oder UL (Ultraleichtflugzeug, 472,5 kg) in moderner Sandwichbauweise aus drei Lagen, bei der die Deckschichten hauptsächlich aus kohlenstofffaserverstärktem Kunststoff (KfK) bestehen. Hersteller ist die französische Firma Aviakit Flight-Concept im französischen Troyes in der Champagne. Stahl (25CD4S) und Aluminium (AU4G) entsprechen den aeronautischen Normen für zertifizierte Flugzeuge. Der Tiefdecker hat eine Spannweite von 9,35 m und Tragflächen mit Holmen aus Holzkern, Kompositummantelung und KfK, wie sie auch bei Segelflugzeugen verwendet werden.
Mit einer Leermasse von 249 kg ist sie eines der leichtesten zweisitzigen Ultraleichtflugzeuge in geschlossener Kabinenbauweise als Tiefdecker überhaupt und erlaubt eine Zuladung von über 200 kg. Die Reisegeschwindigkeit liegt um 200 km/h bei einer Reichweite von ca. 800 km. Die Zelle sowie die Oberseite der Flächen (positive Belastung) verträgt aufgrund der extremen Festigkeit 10,5g.
Die Bauweise macht sie sowohl für den Einsatz als sportliches Ultraleichtflugzeug mit entsprechender Reisetauglichkeit als auch für den Einsatz als Drohne in leicht abgeänderter Form ohne Glashaube zu Aufklärungszwecken interessant. Aufgrund der verwendeten Materialien ohne bemerkenswerten Metallanteil sowie ihrer schlanken Form mit äußerst geringem Lateralplan ist sie auf Radarbildern schwer zu orten und in der Luft erst spät zu erkennen. In der zivilen Version werden daher eine Art Radarreflektor sowie Strobelights als Beleuchtung (Blitzer) verwendet.